# Prouvy
Prouvy település Franciaországban, Nord megyében. Lakosainak száma 2202 fő (2022. január 1.). Prouvy Hérin, La Sentinelle, Thiant, Trith-Saint-Léger, Haulchin, Maing és Rouvignies községekkel határos.

## Népesség
A település népességének változása:
| Lakosok száma | 2265 | 2270 | 2329 | 2282 | 2249 | 2220 | 2190 | 2173 | 2202 |
|               | 2013 | 2015 | 2016 | 2017 | 2018 | 2019 | 2020 | 2021 | 2022 |